# Beloostrov

Beloostrovs läge inom Sankt Petersburgs federala stadsområde.

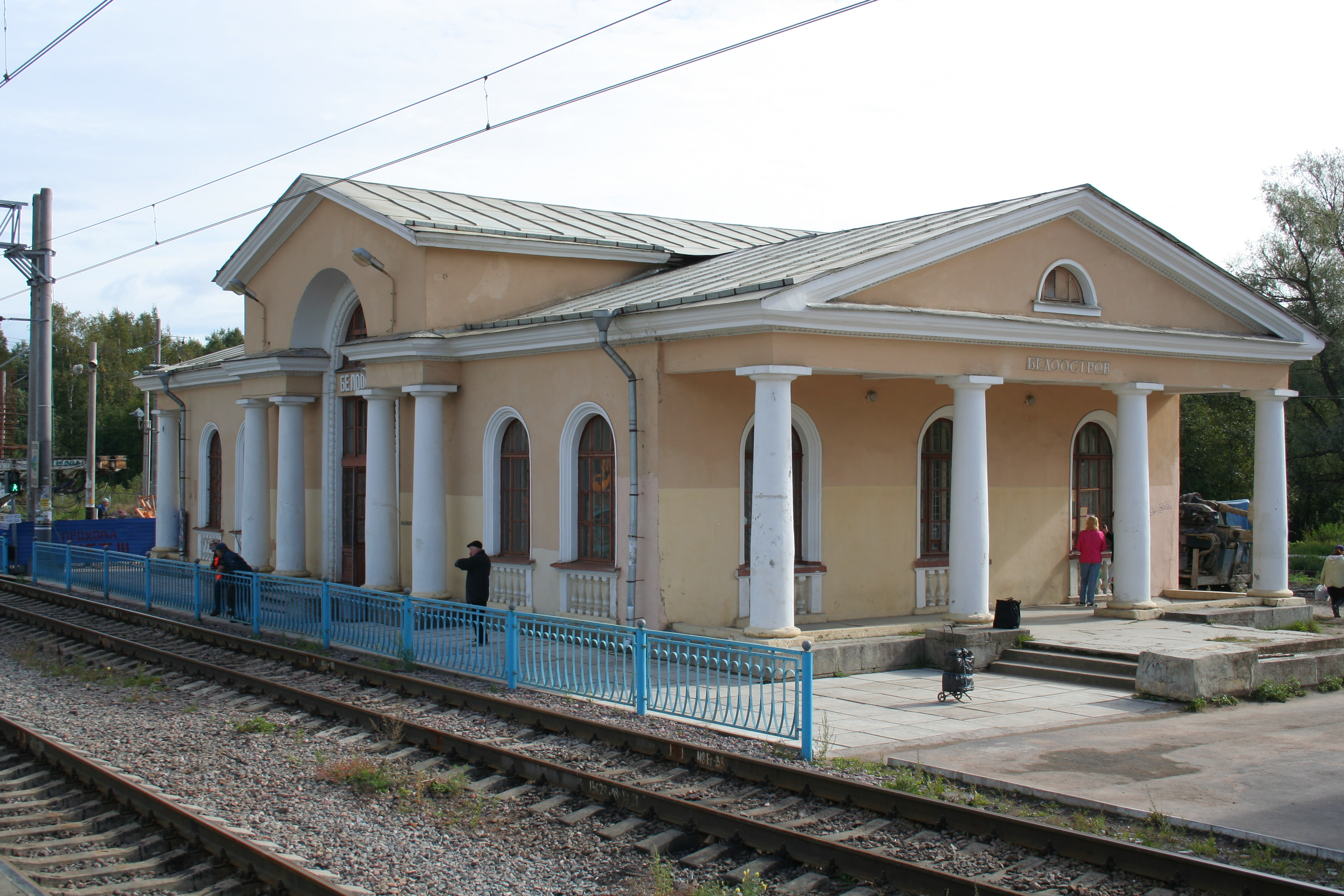
Järnvägsstationen i Beloostrov.

Beloostrov (ryska Белоо́стров, finska Valkeasaari, båda med betydelsen "Den vita ön") är en ort och före detta kurort på östra delen av Karelska näset i Ryssland, och låg före 1944 helt nära gränsen mot Finland. Idag ligger orten i distriktet Kurortnij som tillhör Sankt Petersburgs federala stadsområde och hade 2 181 invånare i början av 2015.
Då kurorten med järnhaltiga källor anlades 1900 var den den enda större i norra Ryssland.

## Finska byar
- Alakylä